# Chiesa dell'Annunziata (Montesarchio)
La chiesa dell'Annunziata è una chiesa sita nella parte orientale di piazza Umberto I di Montesarchio.

## Storia
La chiesa fu edificata nel 1613, e ultimata a fine secolo. La costruzione riprese il corpo di una precedente cappella gentilizia, o fu eretta ex novo, forse proprio dalla famiglia d'Avalos (prima le funzioni maggiori erano tenute nella chiesa di San Francesco, di fondazione tardo trecentesca). La posizione della chiesa, testimonia lo sviluppo del paese verso la pianura, con una progressiva digradazione dagli storici borghi medievali di Latovetere e Latonuovo.
L'Annunziata, prende il nome dalla cattedrale antica che era al centro della città romana di Caudium, esiste infatti il toponimo "Via Annunziata Vecchia", nei territori del Comune.
La chiesa ha subito numerosi lavori nel corso del tempo, con l'aggiunta di nuovi corpi a quello centrale originario. Diversi sono stati anche i restauri e rifacimenti: l'ultimo nel 1980, in seguito al terremoto.

## Descrizione
L'interno, in stile tardo barocco, presenta un'unica navata, decorata lungo le pareti con diverse raffigurazioni pittoriche sacre. Di menzione sono i riferimenti all'Annunciazione, con un quadro fissato a metà volta (donato dai d'Avalos) e un altro dietro l'altare maggiore in marmi policromi.
Esternamente, nella scarna facciata seicentesca, spicca il portale in pietra, sormontato da una nicchia affrescata.
Sui lati, ci sono due cappelle, edificate in un secondo momento. Sopra quella sinistra, si erge il campanile, diviso in tre ordini. La cappella destra, detta della "Buona Morte", è di particolare importanza artistica: al calcare bianco dei teschi esterni si contrappone il trionfo di colori interno, con numerose tele settecentesche.